# Fabien Barel
Pour les articles homonymes, voir Barel.
Fabien Barel, né le 26 juillet 1980 à Nice, est un pilote français spécialiste du vélo tout terrain et en particulier de la descente. Il gagne trois titres de champion du monde de descente pendant sa carrière. Il annonce sa retraite sportive en 2011, et se consacre ensuite à l'enduro.

## Biographie
Fabien Barel a grandi à Peille, dans le même quartier que Nicolas Vouilloz, décuple champion du monde de descente.
Le 7 août 2011, à l'occasion de la manche de coupe du monde de VTT 2011 à La Bresse, Fabien Barel termine 4e, et profite d'être sur le podium pour annoncer la fin de sa carrière de descendeur. Si l'annonce de sa retraite est spontanée, sa décision est réfléchie depuis longtemps, et fait suite à ses nombreuses blessures,.
En 2013, il signe avec Canyon Bicycles pour participer au développement technologique des vélos d'enduro et d'all Mountain de la marque, ainsi que pour participer aux Enduro World Series.

## Palmarès

### Championnats du monde de descente
- Mont Sainte-Anne 1998
  -  Champion du monde de descente juniors
- Lugano 2003
  -  Médaillé d'argent de la descente
- Les Gets 2004
  -  Champion du monde de descente
- Livigno 2005
  -  Champion du monde de descente
- Fort William 2007
  -  Médaillé d'argent de la descente

### Coupe du monde
- Coupe du monde de descente
  -  2000 : 6e du classement général, vainqueur d'une manche
  -  2001 : 6e du classement général, vainqueur d'une manche
  -  2002 : 5e du classement général
  -  2003 : 7e du classement général
  -  2004 : 8e du classement général, vainqueur d'une manche
  -  2005 : 6e du classement général, vainqueur d'une manche
  -  2006 : 13e du classement général
  -  2007 : 8e du classement général
  -  2008 : 6e du classement général
  -  2009 : 10e du classement général, vainqueur d'une manche

- Coupe du monde d'enduro électrique
  - 2023 : 1er du classement général, vainqueur de trois manches

### Championnats d'Europe
- 2000
  -  Médaillé de bronze du championnat d'Europe de descente

### Championnats de France
- Champion de France de descente : 2002, 2005, 2006, 2007 et 2009